# Jack Aitken
Jack Aitken (ur. 23 września 1995 w Londynie) – brytyjski kierowca wyścigowy koreańskiego pochodzenia. Wicemistrz Północnoeuropejskiego Pucharu Formuły Renault 2.0 w 2013 roku, mistrz Europejskiego Pucharu Formuły Renault 2.0 oraz Alpejskiej Formuły Renault 2.0 w 2015 roku, wicemistrz Serii GP3 w sezonie 2017. W latach 2018-2019 kierowca testowy zespołu Renault F1 Team, a w latach 2020-2021 kierowca rezerwowy zespołu Williams w Formule 1. W 2022 roku kierowca zespołu Emil Frey Racing w serii ADAC GT Masters.

## Życiorys

### Formuła Renault 2.0
Aitken rozpoczął karierę w jednomiejscowych samochodach wyścigowych w 2012 roku w edycji zimowej Brytyjskiej Formuły Renault BARC. Jeżdżąc w holenderskiej ekipie Fortec Motorsport wystartował w 4 wyścigach. Podczas niedzielnego wyścigu na torze Rockingham Motor Speedway pokonał wszystkich rywali. W pozostałych wyścigach również stawał na podium. Przyniosło to bardzo dobry skutek. Aitken z dorobkiem 112 punktów zdobył tytuł wicemistrzowski serii. W tym samym sezonie Brytyjczyk wystartował także w Dunlop InterSteps Championship. Tu w zespole Fortec Motorsport wygrał dwa wyścigi – na Donington Park oraz na torze Croft Circuit. Ponieważ poza tym stawał również trzynastokrotnie na podium, to uzbierało mu się 490 punktów, co dało Brytyjczykowi trzecią lokatę w klasyfikacji generalnej.
W 2013 roku Aitken rozpoczął starty w Europejskim Pucharze Formuły Renault 2.0 oraz w Północnoeuropejskim Pucharze Formuły Renault 2.0. Jedynie w edycji północnoeuropejskiej był klasyfikowany. Stawał tam pięciokrotnie na podium. Uzbierane 230 punktów pozwoliło mu zdobyć tytuł wicemistrza serii.
W sezonie 2014 Brytyjczyk rozpoczął współpracę z brytyjską ekipą Fortec Motorsports w Europejskim Pucharze Formuły Renault 2.0 oraz w Alpejskiej Formule Renault 2.0. W edycji europejskiej w ciągu czternastu wyścigów, w których wystartował, czterokrotnie stawał na podium, w tym raz na jego najwyższym stopniu. Uzbierał łącznie 86 punktów. Dało mu to siódme miejsce w końcowej klasyfikacji kierowców. W serii alpejskiej jego wyniki nie były wliczane do klasyfikacji generalnej.
W roku 2015 Aitken zdobył tytuł mistrzowski zarówno w alpejskiej, jak i europejskiej edycji Formuły Renault 2.0. Reprezentował barwy fińskiej ekipy Koiranen GP, która broniła prymatu sprzed roku. W pierwszej z nich do końca walczył o tytuł ze swoim zespołowym partnerem, a zarazem rodakiem Jakiem Hughesem. Sezon znakomicie rozpoczął Jack (cztery zwycięstwa w ciągu sześciu wyścigów), jednak w jego środkowej fazie straty odrobił Jake i to on był liderem tabeli. Ostatecznie jednak w dwóch ostatnich rundach mocniejszy okazał się Aitken (dołożył trzy kolejne triumfy) i tytuł mistrzowski zdobył różnicą zaledwie pięciu punktów. W ciągu sezonu trzykrotnie startował z pole position oraz uzyskiwał najszybsze okrążenie wyścigu. Warto odnotować, iż dwa wyścigi wygrywał Francuz Anthoine Hubert, natomiast jeden Brytyjczyk Ben Barnicoat, jednak nie byli oni liczeni do punktacji.
W pierwszej połowie sezonu europejskiego cyklu nie zapowiadało się na taki sukces. W dwóch pierwszych rundach (na torze Alcaniz i Spa-Francorchamps) dojechał do mety w trzech z pięciu rozegranych wyścigów, najwyżej dojeżdżając zaledwie na siódmej lokacie. Przełom nastąpił na węgierskim Hungaroringu, gdzie odniósł pierwsze w karierze zwycięstwo. Sukces powtórzył także na rodzimym obiekcie Silverstone i niemieckim Nürburgringu. Wykorzystując błędy i problemy kierowców zespołu Josef Kauffmann Racing – Szwajcarów, Louis Delétraz oraz Kevina Jörga – zdołał tym samym odrobić do nich dużą stratę punktową z pierwszej połowy sezonu i na ostatnią rundę jechał na trzecim miejscu w klasyfikacji generalnej. Na hiszpańskim torze Jerez de la Frontera jego zespół lepiej ustawił pojazdy na mokrą nawierzchnię i Jack zdominował pierwsze dwa wyścigi, sięgając w obu po pole position, zwycięstwo oraz najszybsze okrążenia. W ostatnim wyścigu spadł wraz z Jörgiem na koniec stawki, jednak dopiero szósta lokata Delétraz sprawiła, że to Brytyjczyk mógł cieszyć się z mistrzostwa. Pokonał Szwajcarów różnicą trzynastu punktów, choć podobną stratę posiadał do nich, jak do Hiszpanii przyjeżdżał.

### Star Mazda
W roku 2014 Jack wystartował w ostatniej rundzie sezonu mistrzostw Star Mazda na torze Sonoma Raceway. Reprezentując barwy zespołu Team Pelfrey, w pierwszym starcie dojechał na dziewiątym, natomiast w drugim na czwartym miejscu. Dorobek 31 punktów sklasyfikował go na 20. pozycji.

### Seria GP3
W sezonie 2016 Anglik awansował do serii GP3, w której nawiązał współpracę z rodzimym teamem Arden International. Po słabym początku sezonu, Atiken podobnie jak jego zespołowy partner Jake Dennis, notował ciągłą progresję wyników. Pierwsze podium odnotował dopiero na Hockenheimringu, gdzie zajął drugie miejsce w sprincie, jednak w przeciągu pozostałych ośmiu startów aż sześciokrotnie meldował się w czołowej trójce. Nie zdołał jednak ani razu zwyciężyć. W ostatnim wyścigu sezonu był drugi i miał szansę na przeskoczenie Dennisa w klasyfikacji generalnej, jednak dzięki temu, że jego rówieśnik zdołał uzyskać najlepszy czas wyścigu, przegrał czwartą lokatę różnicą jednego punktu.

## Wyniki
| Sezon | Seria                                            | Zespół              | Starty | P1 | PP | NO | Podium | Punkty | Pozycja |
| ----- | ------------------------------------------------ | ------------------- | ------ | -- | -- | -- | ------ | ------ | ------- |
| 2012  | Dunlop InterSteps Championship                   | Fortec Motorsport   | 23     | 2  | 2  | 3  | 13     | 490    | 3       |
| 2012  | Brytyjska Formuła Renault BARC (edycja zimowa)   | Fortec Motorsport   | 4      | 1  | 1  | 0  | 4      | 112    | 2       |
| 2013  | Europejski Puchar Formuły Renault 2.0            | Manor MP Motorsport | 6      | 0  | 0  | 0  | 0      | 0      | NS†     |
| 2013  | Europejski Puchar Formuły Renault 2.0            | Fortec Motorsport   | 6      | 0  | 0  | 0  | 0      | 0      | NS†     |
| 2013  | Północnoeuropejski Puchar Formuły Renault 2.0    | Manor MP Motorsport | 16     | 0  | 1  | 1  | 5      | 230    | 2       |
| 2014  | Europejski Puchar Formuły Renault 2.0            | Fortec Motorsports  | 14     | 1  | 1  | 0  | 4      | 86     | 7       |
| 2014  | Alpejska Formuła Renault 2.0                     | Fortec Motorsports  | 8      | 0  | 0  | 1  | 0      | 0      | NS†     |
| 2014  | Pro Mazda Championship Presented by Cooper Tires | Team Pelfrey        | 2      | 0  | 0  | 0  | 0      | 31     | 20      |
| 2015  | Europejski Puchar Formuły Renault 2.0            | Koiranen GP         | 17     | 5  | 4  | 3  | 6      | 206    | 1       |
| 2015  | Alpejska Formuła Renault 2.0                     | Koiranen GP         | 15     | 4  | 3  | 3  | 7      | 242    | 1       |
| 2015  | Cooper Tires Winterfest – Pro Mazda              | Team Pelfrey        | 5      | 3  | 2  | 2  | 4      | 167    | 1       |
| 2016  | Euroformula Open Championship                    | RP Motorsport       | 4      | 2  | 2  | 1  | 3      | 71     | 8       |
| 2016  | Formuła V8 3.5                                   | RP Motorsport       | 4      | 0  | 1  | 0  | 0      | 14     | 15      |
| 2016  | Seria GP3                                        | Arden International | 18     | 1  | 0  | 2  | 7      | 146    | 5       |
| 2017  | Seria GP3                                        | ART Grand Prix      | 15     | 1  | 2  | 2  | 6      | 141    | 2       |
| 2018  | Formuła 2                                        | ART Grand Prix      | 23     | 1  | 0  | 0  | 2      | 63     | 11      |
| 2019  | Formuła 2                                        | Campos Racing       | 22     | 3  | 0  | 2  | 7      | 159    | 5       |
| 2020  | Formuła 2                                        | Campos Racing       | 22     | 0  | 0  | 0  | 2      | 48     | 14      |
| 2020  | Formuła 1                                        | Williams Racing     | 1      | 0  | 0  | 0  | 0      | 0      | 22      |
| 2021  | Formuła 2                                        | HWA Racelab         | 9      | 0  | 0  | 0  | 0      | 0      | 23      |
| 2021  | GT World Challenge Europe Sprint Cup             | Emil Frey Racing    | 6      | 0  | 0  | 1  | 1      | 17,5   | 19      |
| 2021  | GT World Challenge Europe Endurance Cup          | Emil Frey Racing    | 4      | 0  | 0  | 0  | 0      | 8      | 24      |
| 2022  | ADAC GT Masters                                  | Emil Frey Racing    |        |    |    |    |        |        |         |

† – Aitken nie był zaliczany do klasyfikacji

### Seria GP3
| Legenda oznaczeń w tabelach wyników Wyświetl szablon na nowej stronie | Legenda oznaczeń w tabelach wyników Wyświetl szablon na nowej stronie                                                                     |
| Oznaczenie                                                            | Wyjaśnienie |
| --------------------------------------------------------------------- | --- |
| Złoty                                                                 | Zwycięzca lub mistrzostwo |
| Srebrny                                                               | 2. miejsce lub wicemistrzostwo |
| Brązowy                                                               | 3. miejsce lub II wicemistrzostwo |
| Zielony                                                               | Ukończył, punktował (w klasyfikacji generalnej, gdy zdobył co najmniej jeden punkt na przestrzeni sezonu, poza trzema powyższymi opcjami) |
| Niebieski                                                             | Ukończył, nie punktował (w klasyfikacji generalnej, gdy nie zdobył co najmniej jednego punktu na przestrzeni sezonu)                      |
| Czerwony                                                              | Nie zakwalifikował się (NZ) |
| Czerwony                                                              | Nie prekwalifikował się (NPK) |
| Różowy                                                                | Nie ukończył (NU) |
| Różowy                                                                | Niesklasyfikowany (NS) (w klasyfikacji generalnej, gdy nie został sklasyfikowany w żadnym wyścigu sezonu)                                 |
| Czarny                                                                | Zdyskwalifikowany (DK) |
| Czarny                                                                | Wykluczony (WYK/EX) |
| Biały                                                                 | Nie wystartował (NW) |
| Biały                                                                 | Kontuzjowany (K/INJ) |
| Biały                                                                 | Wyścig odwołany (OD/C) |
| Bez koloru                                                            | Został wycofany (WYC/WD) |
| Bez koloru                                                            | Nie przybył (NP/DNA) |
| Bez koloru                                                            | Nie brał udziału w treningach (NT/DNP) |
| Bez koloru                                                            | Nie został zgłoszony (–) |
| Pogrubienie                                                           | Start z pole position |
| Kursywa                                                               | Najszybsze okrążenie wyścigu |
| †                                                                     | Nie ukończył, ale jego rezultat został zaliczony ze względu na przejechanie więcej niż 90% dystansu wyścigu.                              |
| *                                                                     | Sezon w trakcie |
| 1/2/3                                                                 | Punktowana pozycja w sprincie kwalifikacyjnym                                                                                             |
| Lista systemów punktacji Formuły 1                                    | |

| Rok  | Zespół              | Wyniki w poszczególnych eliminacjach | Wyniki w poszczególnych eliminacjach | Wyniki w poszczególnych eliminacjach | Wyniki w poszczególnych eliminacjach | Wyniki w poszczególnych eliminacjach | Wyniki w poszczególnych eliminacjach | Wyniki w poszczególnych eliminacjach | Wyniki w poszczególnych eliminacjach | Wyniki w poszczególnych eliminacjach | Wyniki w poszczególnych eliminacjach | Wyniki w poszczególnych eliminacjach | Wyniki w poszczególnych eliminacjach | Wyniki w poszczególnych eliminacjach | Wyniki w poszczególnych eliminacjach | Wyniki w poszczególnych eliminacjach | Wyniki w poszczególnych eliminacjach | Wyniki w poszczególnych eliminacjach | Wyniki w poszczególnych eliminacjach | Punkty | Pozycja |
| ---- | ------------------- | ------------------------------------ | ------------------------------------ | ------------------------------------ | ------------------------------------ | ------------------------------------ | ------------------------------------ | ------------------------------------ | ------------------------------------ | ------------------------------------ | ------------------------------------ | ------------------------------------ | ------------------------------------ | ------------------------------------ | ------------------------------------ | ------------------------------------ | ------------------------------------ | ------------------------------------ | ------------------------------------ | ------ | ------- |
| 2016 | Arden International | CAT                                  | CAT                                  | RBR                                  | RBR                                  | SIL                                  | SIL                                  | HUN                                  | HUN                                  | HOC                                  | HOC                                  | SPA                                  | SPA                                  | MNZ                                  | MNZ                                  | SEP                                  | SEP                                  | YMC                                  | YMC                                  | 148    | 5       |
| 2016 | Arden International | 20                                   | 19                                   | 9                                    | 5                                    | 13                                   | 6                                    | 9                                    | 6                                    | 6                                    | 2                                    | 5                                    | 1                                    | 2                                    | 5                                    | 2                                    | 3                                    | 3                                    | 2                                    | 148    | 5       |
| 2017 | ART Grand Prix      | CAT                                  | CAT                                  | RBR                                  | RBR                                  | SIL                                  | SIL                                  | HUN                                  | HUN                                  | SPA                                  | SPA                                  | MNZ                                  | MNZ                                  | JER                                  | JER                                  | YMC                                  | YMC                                  |                                      |                                      | 141    | 2       |
| 2017 | ART Grand Prix      | NU                                   | 12                                   | 2                                    | 5                                    | 4                                    | 2                                    | 1                                    | NU                                   | 2                                    | 18                                   | 2                                    | OD                                   | 3                                    | 6                                    | 14                                   | 8                                    |                                      |                                      | 141    | 2       |

### Formuła V8 3.5
| Rok  | Zespół        | Wyniki w poszczególnych eliminacjach | Wyniki w poszczególnych eliminacjach | Wyniki w poszczególnych eliminacjach | Wyniki w poszczególnych eliminacjach | Wyniki w poszczególnych eliminacjach | Wyniki w poszczególnych eliminacjach | Wyniki w poszczególnych eliminacjach | Wyniki w poszczególnych eliminacjach | Wyniki w poszczególnych eliminacjach | Wyniki w poszczególnych eliminacjach | Wyniki w poszczególnych eliminacjach | Wyniki w poszczególnych eliminacjach | Wyniki w poszczególnych eliminacjach | Wyniki w poszczególnych eliminacjach | Wyniki w poszczególnych eliminacjach | Wyniki w poszczególnych eliminacjach | Wyniki w poszczególnych eliminacjach | Wyniki w poszczególnych eliminacjach | Punkty | Pozycja |
| ---- | ------------- | ------------------------------------ | ------------------------------------ | ------------------------------------ | ------------------------------------ | ------------------------------------ | ------------------------------------ | ------------------------------------ | ------------------------------------ | ------------------------------------ | ------------------------------------ | ------------------------------------ | ------------------------------------ | ------------------------------------ | ------------------------------------ | ------------------------------------ | ------------------------------------ | ------------------------------------ | ------------------------------------ | ------ | ------- |
| 2016 | RP Motorsport | ALC                                  | ALC                                  | HUN                                  | HUN                                  | SPA                                  | SPA                                  | LEC                                  | LEC                                  | SIL                                  | SIL                                  | RBR                                  | RBR                                  | MNZ                                  | MNZ                                  | JER                                  | JER                                  | CAT                                  | CAT                                  | 14     | 15      |
| 2016 | RP Motorsport | –                                    | –                                    | –                                    | –                                    | –                                    | –                                    | –                                    | –                                    | –                                    | –                                    | –                                    | –                                    | –                                    | –                                    | DK                                   | 4                                    | 11                                   | 9                                    | 14     | 15      |

### Formuła 2
| Rok  | Zespół         | Wyniki w poszczególnych eliminacjach | Wyniki w poszczególnych eliminacjach | Wyniki w poszczególnych eliminacjach | Wyniki w poszczególnych eliminacjach | Wyniki w poszczególnych eliminacjach | Wyniki w poszczególnych eliminacjach | Wyniki w poszczególnych eliminacjach | Wyniki w poszczególnych eliminacjach | Wyniki w poszczególnych eliminacjach | Wyniki w poszczególnych eliminacjach | Wyniki w poszczególnych eliminacjach | Wyniki w poszczególnych eliminacjach | Wyniki w poszczególnych eliminacjach | Wyniki w poszczególnych eliminacjach | Wyniki w poszczególnych eliminacjach | Wyniki w poszczególnych eliminacjach | Wyniki w poszczególnych eliminacjach | Wyniki w poszczególnych eliminacjach | Wyniki w poszczególnych eliminacjach | Wyniki w poszczególnych eliminacjach | Wyniki w poszczególnych eliminacjach | Wyniki w poszczególnych eliminacjach | Wyniki w poszczególnych eliminacjach | Wyniki w poszczególnych eliminacjach | Punkty | Pozycja |
| ---- | -------------- | ------------------------------------ | ------------------------------------ | ------------------------------------ | ------------------------------------ | ------------------------------------ | ------------------------------------ | ------------------------------------ | ------------------------------------ | ------------------------------------ | ------------------------------------ | ------------------------------------ | ------------------------------------ | ------------------------------------ | ------------------------------------ | ------------------------------------ | ------------------------------------ | ------------------------------------ | ------------------------------------ | ------------------------------------ | ------------------------------------ | ------------------------------------ | ------------------------------------ | ------------------------------------ | ------------------------------------ | ------ | ------- |
| 2018 | ART Grand Prix | BHR                                  | BHR                                  | BAK                                  | BAK                                  | CAT                                  | CAT                                  | MON                                  | MON                                  | LEC                                  | LEC                                  | RBR                                  | RBR                                  | SIL                                  | SIL                                  | HUN                                  | HUN                                  | SPA                                  | SPA                                  | MNZ                                  | MNZ                                  | SOC                                  | SOC                                  | YAS                                  | YAS                                  | 63     | 11      |
| 2018 | ART Grand Prix | 9                                    | 18                                   | 2                                    | 11                                   | 6                                    | 1                                    | 7                                    | NU                                   | 11                                   | NW                                   | NU                                   | 18                                   | 13                                   | 12                                   | 4                                    | 10                                   | 11                                   | 10                                   | 17†                                  | 8                                    | 14                                   | NU                                   | 10                                   | 13                                   | 63     | 11      |
| 2019 | Campos Racing  | BHR                                  | BHR                                  | BAK                                  | BAK                                  | CAT                                  | CAT                                  | MON                                  | MON                                  | LEC                                  | LEC                                  | RBR                                  | RBR                                  | SIL                                  | SIL                                  | HUN                                  | HUN                                  | SPA                                  | SPA                                  | MNZ                                  | MNZ                                  | SOC                                  | SOC                                  | YAS                                  | YAS                                  | 159    | 5       |
| 2019 | Campos Racing  | 7                                    | 11                                   | 1                                    | 3                                    | 2                                    | 8                                    | 17†                                  | 13                                   | 3                                    | 4                                    | 10                                   | 18                                   | 5                                    | 1                                    | 3                                    | 5                                    | OD                                   | OD                                   | 8                                    | 1                                    | 7                                    | 11                                   | 11                                   | 10                                   | 159    | 5       |
| 2020 | Campos Racing  | RBR                                  | RBR                                  | RBR                                  | RBR                                  | HUN                                  | HUN                                  | SIL                                  | SIL                                  | SIL                                  | SIL                                  | CAT                                  | CAT                                  | SPA                                  | SPA                                  | MNZ                                  | MNZ                                  | MUG                                  | MUG                                  | SOC                                  | SOC                                  | BHR                                  | BHR                                  | BHR                                  | BHR                                  | 48     | 14      |
| 2020 | Campos Racing  | 15                                   | 8                                    | 9                                    | 6                                    | 13                                   | 19                                   | 13                                   | 8                                    | 3                                    | 3                                    | 18                                   | 18                                   | 13                                   | 17                                   | 13                                   | 7                                    | NU                                   | 13                                   | 6                                    | 4                                    | 10                                   | 17                                   | –                                    | –                                    | 48     | 14      |
| 2021 | HWA Racelab    | BHR                                  | BHR                                  | BHR                                  | MON                                  | MON                                  | MON                                  | BAK                                  | BAK                                  | BAK                                  | SIL                                  | SIL                                  | SIL                                  | MNZ                                  | MNZ                                  | MNZ                                  | SOC                                  | SOC                                  | SOC                                  | JED                                  | JED                                  | JED                                  | YAS                                  | YAS                                  | YAS                                  | 0      | 23      |
| 2021 | HWA Racelab    | –                                    | –                                    | –                                    | 16                                   | 9                                    | 18                                   | NU                                   | 12                                   | 11                                   | 17                                   | 18                                   | 17                                   | –                                    | –                                    | –                                    | –                                    | –                                    | –                                    | –                                    | –                                    | –                                    | –                                    | –                                    | –                                    | 0      | 23      |

### Formuła 1
| Rok  | Zespół          | Samochód      | Silnik                           | Wyniki w poszczególnych eliminacjach | Wyniki w poszczególnych eliminacjach | Wyniki w poszczególnych eliminacjach | Wyniki w poszczególnych eliminacjach | Wyniki w poszczególnych eliminacjach | Wyniki w poszczególnych eliminacjach | Wyniki w poszczególnych eliminacjach | Wyniki w poszczególnych eliminacjach | Wyniki w poszczególnych eliminacjach | Wyniki w poszczególnych eliminacjach | Wyniki w poszczególnych eliminacjach | Wyniki w poszczególnych eliminacjach | Wyniki w poszczególnych eliminacjach | Wyniki w poszczególnych eliminacjach | Wyniki w poszczególnych eliminacjach | Wyniki w poszczególnych eliminacjach | Wyniki w poszczególnych eliminacjach | Punkty | Pozycja |
| ---- | --------------- | ------------- | -------------------------------- | ------------------------------------ | ------------------------------------ | ------------------------------------ | ------------------------------------ | ------------------------------------ | ------------------------------------ | ------------------------------------ | ------------------------------------ | ------------------------------------ | ------------------------------------ | ------------------------------------ | ------------------------------------ | ------------------------------------ | ------------------------------------ | ------------------------------------ | ------------------------------------ | ------------------------------------ | ------ | ------- |
| 2020 | Williams Racing | Williams FW43 | Mercedes M11 EQ Performance 1.6T | Austria                              |                                      | Węgry                                | Wielka Brytania                      | Wielka Brytania                      | Hiszpania                            | Belgia                               | Włochy                               | Toskania                             | Rosja                                | Niemcy                               | Portugalia                           | Emilia-Romania                       | Turcja                               | Bahrajn                              | Bahrajn                              |                                      | 0      | 22      |
| 2020 | Williams Racing | Williams FW43 | Mercedes M11 EQ Performance 1.6T | –                                    | –                                    | –                                    | –                                    | –                                    | –                                    | –                                    | –                                    | –                                    | –                                    | –                                    | –                                    | –                                    | –                                    | –                                    | 16                                   | –                                    | 0      | 22      |